# Olszynka (Wałcz)
Olszynka – część miasta Wałcz w północnym obszarze miasta. Wschodnią granicę zabudowy Olszynki stanowi linia kolejowa nr 416. Przez Olszynkę przebiega droga wojewódzka nr 163, w mieście jako ul. Kołobrzeska. Na północ od Olszynki przepływa rzeka Piławka.
Nazwę Olszynka wprowadzono urzędowo w 1949 roku, zastępując poprzednią niemiecką nazwę Elsenfeld.